# Ryōhei Arai (athlétisme)
Pour les articles homonymes, voir Ryohei Arai et Arai (homonymie).
Ryōhei Arai (新井 涼平, Arai Ryōhei, né le 23 juin 1991 dans la préfecture de Saitama), est un athlète japonais, spécialiste du lancer du javelot.

## Biographie
En mai 2014, il établit provisoirement la meilleure performance mondiale de l'année au lancer du javelot en établissant la marque de 85,48 m à Hiroshima. Le 21 octobre 2014, il porte son record à 86,83 m à Isahaya.
En août 2015, Arai se qualifie pour la finale des Championnats du monde de Pékin où il se classe 9e avec 83,07 m. L'année suivante, il atteint sa 1re finale olympique qu'il termine à la 11e place avec un meilleur jet à 79,47 m.

## Palmarès
| Date | Compétition           | Lieu           | Résultat | Marque  |
| ---- | --------------------- | -------------- | -------- | ------- |
| 2013 | Universiade           | Kazan          | 8e       | 58,53 m |
| 2014 | Jeux asiatiques       | Incheon        | 2e       | 84,42 m |
| 2015 | Championnats du monde | Pékin          | 9e       | 83,07 m |
| 2016 | Jeux olympiques       | Rio de Janeiro | 11e      | 79,47 m |
| 2018 | Jeux asiatiques       | Jakarta        | 7e       | 75,24 m |
| 2019 | Championnats d'Asie   | Doha           | 3e       | 81,93 m |

## Records
| Épreuve           | Performance | Lieu    | Date            |
| ----------------- | ----------- | ------- | --------------- |
| Lancer du javelot | 86,83 m     | Isahaya | 21 octobre 2014 |